# Esk Pike
Esk Pike är en bergstopp i Storbritannien.   Den ligger i grevskapet Cumbria och riksdelen England, i den centrala delen av landet, 400 km nordväst om huvudstaden London. Toppen på Esk Pike är 885 meter över havet, eller 128 meter över den omgivande terrängen. Bredden vid basen är 1,3 km. Esk Pike ingår i Cumbrian Mountains.
Terrängen runt Esk Pike är huvudsakligen kuperad.Runt Esk Pike är det ganska tätbefolkat, med 70 invånare per kvadratkilometer. Närmaste större samhälle är Ambleside, 14,3 km öster om Esk Pike. Trakten runt Esk Pike består i huvudsak av gräsmarker.